# 85

85(팔십오)는 84보다 크고 86보다 작은 자연수다.

## 수학
- 합성수로, 그 약수는 1, 5, 17, 85다. 진약수의 합은 23이므로, 85는 부족수다.
  - 28번째 반소수다. 앞의 반소수는 82, 다음 반소수는 86이다.
- 5번째 십각수다. 앞의 십각수는 52, 다음은 126이다.
- 8번째 중심있는 삼각수다. 앞의 중심있는 삼각수는 64, 다음은 109다.
- {\displaystyle 85=6^{2}+7^{2}}
  - 7번째 중심있는 사각수로, 연속하는 두 자연수의 제곱합으로 나타낼 수 있다. 앞의 중심있는 사각수는 61, 다음은 113이다.
- 5번째 팔면체수다. 앞의 팔면체수는 44, 다음은 146이다.
- 피타고라스 삼조의 빗변의 길이이다.
  - {\displaystyle 13^{2}+84^{2}=85^{2}}[a]
  - {\displaystyle 36^{2}+77^{2}=85^{2}}[b]
- 서로 다른 자연수의 제곱합으로 나타내는 방법이 두 가지인 두 번째로 작은 수다.

({\displaystyle 85=2^{2}+9^{2}=6^{2}+7^{2}})

## 과학
- 아스타틴(At)의 원자번호.
- NGC 85: 안드로메다자리 방향에 있는 은하.

## 교통
- 고속도로
  - 주간고속도로 제85호선: 앨라배마주 몽고메리에서 버지니아주 피터즈버그까지 이어지는 미국의 주간고속도로.
  - 유럽 고속도로 85호선: 리투아니아 클라이페다에서 그리스 알렉산드루폴리까지 이어지는 유럽 고속도로.
- 국도 제85호선
  - 미국 85번 국도: 노스다코타주 포추나에서 텍사스주 엘패소까지 이어지는 미국의 국도.
- 기타 도로
  - 현도 제85호선

## 군사
- U-85: 독일의 군용 잠수함. 제1차 세계 대전에 사용된 1916년제 모델(영어판)과 제2차 세계 대전에 사용된 1941년제 모델(영어판)이 있다.

## 문화유산
- 대한민국의 국보 제85호: 금동신묘명삼존불입상
- 대한민국의 보물 제85호: 강릉 굴산사지 승탑

## 방송
- 지니 TV의 코미디TV 채널 번호.
- B tv의 채널액션 채널 번호.
- U+ TV의 MBN플러스 채널 번호.
- LG헬로비전의 TV조선2 채널 번호.
- B tv 케이블의 CNTV 채널 번호.

## 기타
- 날짜: 8월 5일
- 연도: 85년, 기원전 85년